# Beauty Is Enough
Beauty Is Enough ist das neunte Album von Ambrose Akinmusire. Die 2022 in der Pariser Kirche Saint-Eustache entstandenen Aufnahmen erschienen am 23. Juni 2023 als LP auf dem Label Origami Harvest und als Download auf der Plattform Bandcamp.

## Hintergrund
Akinmusire gewann 2007 die Carmine Caruso International Jazz Trumpet Solo Competition, hat aber erst mit Beauty Is Enough ein Soloalbum vorgelegt. Er wählte für die Aufnahme die zwischen 1532 und 1632 erbaute Pariser Pfarrkirche Saint-Eustache. Dort nahm er 16 kurze Stücke auf. Die einzigen Hilfsmittel waren der Hall und die Stimmung des Raumes.
In den Liner Notes zu dem Album zitiert Akinmusire einen Satz aus Joan Didions Roman Spiel dein Spiel (1970):
„I mean maybe I was holding all the aces, but what was the game?“
Ich meine, vielleicht hatte ich alle Asse in der Hand, aber wie war das Spiel?

## Titelliste
- Ambrose Akinmusire: Beauty is Enough (Origami Harvest OH001)[2]

1. To: Taymoor 4:54
2. 2->1<- 2:13
3. Carvin. 4:34
4. Turns 1:48
5. Launchpad 2:54
6. Olusiji SR 3:12
7. Off the Ledge 3:44
8. To: Shabnam 4:11
9. Achilles 2:18
10. Boots and Jewels 1:18
11. Wallace 2:03
12. -Ann_ 2:34
13. Rio 2:47
14. Self-Portrait 3:30
15. Sunknees 2:53
16. To: Cora Campbell 3:41

Die Kompositionen stammen von Ambrose Akinmusire.

## Rezeption
Um in der Geschichte des Jazz Soloalben auf der Trompete abzuzählen, noch dazu ohne technische Effekte und Postproduktion, brauche es wahrscheinlich nicht einmal eine Hand, schrieb Wolf Kampmann in Jazz thing. Lester Bowie habe es sich getraut („Captain Courageous“ auf der LP African Children, 1978) und auch Wadada Leo Smith (auf Trumpet, 2021). Wenn Ambrose Akinmusire nun ebenfalls das Risiko eingehe, ein Solo-Trompeten-Album einzuspielen, was nicht einfach sei, würde er sich auf die Poesie der eigenen Eingebung und seine Tongestaltung verlassen. Das funktioniere am Anfang verblüffend gut, doch der Fokus verschiebe sich im Lauf des Albums zusehends vom Finden aufs Suchen. Zum Glück würde die Länge der Stücke nur zwischen einer bis fünf Minuten variieren, sodass keine Idee überstrapaziert werde und man sich mit dem Trompeter  auch gern auf dessen Suche begebe. Das Album bleibe ein lohnendes Experiment, nicht zuletzt weil es die Grenzen einer solchen Soloeinspielung aufzeige. Diese seien Akinmusire jedoch ganz genau bewusst.
Auch Kevin Le Gendre, der Beauty Is Enough in JazzWise mit vier Sternen bedachte, stellte fest, dass Solo-Platten im Blasinstrumentbereich immer noch relativ selten seien. Akinmusire erweise sich auf diesem Album als mehr als versiert. Beauty Is Enough enthalte viele der Qualitäten, die das Publikum von Anfang an zu Akinmusire hingezogen habe: Klangfülle, Präzision der Artikulation, einfallsreiche Klangfarben, die, wenn er mikrotonale Wege beschreite, den Eindruck erwecken, dass bestimmte Klänge fast hermetisch verschlossen sind, bevor sie langsam in die Luft gepresst und gequetscht werden. Mit anderen Worten, es gebe ein hohes Maß an technischer Meisterschaft, die aber bezeichnenderweise ein tiefes und oft fesselndes Gefühl für die Erzählung untermauere. „Ein mutiges, kreatives Werk eines Künstlers, der immer mehr an Format gewinnt.“